# Elecciones estatales extraordinarias de Chiapas de 2018
Las elecciones extraordinarias de Chiapas de 2018, denominadas oficialmente por la autoridad electoral como el Proceso Electoral Local Extraordinario 2018, se llevaron a cabo el domingo 25 de noviembre de 2018. En los comicios extraordinarios, organizados por el Instituto de Elecciones y de Participación Ciudadana de Chiapas y cuyo proceso inició el 3 de enero, se renovaron los siguientes cargos de elección popular:
- 10 ayuntamientos: Se renovarán 10 presidencias municipales en los municipios de Bejucal de Ocampo, Catazajá, Tapilula, Chicoasén, El Porvenir, Montecristo de Guerrero, Rincón Chamula, San Andrés Duraznal, Santiago el Pinar y Solosuchiapa.

## Antecedentes
Luego de las elecciones estatales del 1º de julio, el IEPC invalidó los votos en 10 municipios debido a casos de violencia que se dieron el día de los comicios. Por ello se estableció que el 25 de noviembre del mismo año, se organizarían unas elecciones extraordinarias que definieran a los próximo 10 alcaldes de su respectivo municipio.

## Elecciones
| Municipio                                                        |     |       |    |       |       |       |     |     |       |       |       |     |   |     | Total        |
| ---------------------------------------------------------------- | --- | ----- | -- | ----- | ----- | ----- | --- | --- | ----- | ----- | ----- | --- | - | --- | ------------ |
| Bejucal de Ocampo                                                | -   | -     | -  | 14    | 1,036 | 796   | -   | -   | 0     | 11    | 1,064 | -   | 1 | 34  | 2,956 votos  |
| Catazajá                                                         | -   | 25    | -  | -     | 89    | -     | 105 | 47  | 2,893 |       | 5,711 | -   | 1 | 142 | 9,013 votos  |
| Chicoasén                                                        | 593 | -     | -  | -     | 520   | -     | -   | 45  | -     | -     | 1,294 | 444 | 1 | 119 | 3,016 votos  |
| El Porvenir                                                      | -   | 24    | 16 | 203   | 2,031 | 2,029 | 20  | 8   | 50    | -     | 1,982 | -   | 8 | 48  | 6,419 votos  |
| Montecristo de Guerrero                                          | 658 | -     | -  | 32    | -     | 1,661 | -   | -   | -     | -     | 1,880 | -   | - | 50  | 4,281 votos  |
| Rincón Chamula                                                   | -   | 5     | -  | 27    | 49    | 1,320 | -   | 114 | -     | 11    | 1,440 | -   | 3 | 49  | 3,018 votos  |
| San Andrés Duraznal                                              | -   | 40    | -  | 38    | -     | 1,424 | -   | -   | -     | 38    | 1,297 | -   | 7 | 67  | 2,911 votos  |
| Santiago el Pinar                                                | 0   | 5     | 6  | -     | 9     | 19    | -   | 9   | 1,312 | 3     | 756   | -   | 1 | 227 | 15 922 votos |
| Solosuchiapa                                                     | -   | 16    | -  | 1,575 | 15    | 68    | -   | 3   | -     | 2,151 | 558   | 1   | - | 227 | 4,465 votos  |
| Tapilula                                                         | -   | 2,039 | 14 | 24    | 2,366 | -     | 84  | -   | -     | -     | 2,020 | -   | 0 | 162 | 6,709 votos  |
| Fuente: Instituto de Elecciones y Participación Ciudadana (IEPC) |     |       |    |       |       |       |     |     |       |       |       |     |   |     |              |